# نموذج الأطوار الثلاثة

تمثيل مرئي للهيكل ثلاثي الأطوار

نموذج الأطوار الثلاثة أو الهيكل الثلاثي الفعل هو نموذج مستخدم في الرواية السردية التي تقسم القصة إلى ثلاثة أجزاء ( أفعال )، تسمى غالبًا الإعداد، المواجهة، والحل. شاعها سيد فيلد في كتابه سيناريو:أسس كتابة السيناريو عام 1979. وقد نُسب النموذج خطأً إلى كل من أرسطو وإليوس دوناتوس.

## السؤال الدرامي
مع تقدم القصة ، تتقدم الحبكة عادةً بطريقة تطرح سؤالاً بنعم أو لا، وهو السؤال الدرامي الرئيسي. على سبيل المثال ، هل سيحصل الصبي على الفتاة؟ هل سينقذ البطل اليوم؟ هل سيحل المحقق اللغز؟ هل سيتم القبض على المجرم من قبل سلطات إنفاذ القانون وتقديمه إلى العدالة؟ هل سيقتل بطل الرواية على يد الهارب؟ يجب الإجابة على هذا السؤال في ذروة القصة. الجواب غالبا يكون نعم، لا، ربما، نعم ولكن ... ؛، وما هو أكثر من ذلك...

## البنية
الفصل الأول، أو مايعرف برواية الافتتاح، وعادة ما تستخدم لمعرض، لإقامة الشخصيات الرئيسية، أو علاقاتهم والعالم الذي يعيشون فيه. في وقت لاحق من الفصل الأول، يحدث حادث ديناميكي، يُعرف بالحادث المحرض ، أو المحفز ، الذي يواجه فيه الشخصية الرئيسية ( بطل الرواية ). تؤدي محاولات بطل الرواية للتعامل مع هذا الحادث إلى موقف ثانٍ وأكثر دراماتيكية، يُعرف باسم نقطة الحبكة الأولى، والتي (أ) تشير إلى نهاية الفصل الأول ، (ب) تضمن أن الحياة لن تكون أبدًا كما كانت بالنسبة لبطل الرواية و (ج) يطرح سؤالاً دراماتيكياً سيتم الإجابة عليه في ذروة الفيلم. يجب تأطير السؤال الدرامي من حيث دعوة بطل الرواية للعمل ، (هل يستعيد فلان الماس؟ هل سيحصل فلان على الفتاة؟ هل سيقبض فلان على القاتل؟ ). 
الفصل الثاني، الذي يُشار إليه أيضًا باسم «الفعل الصاعد» ، يصور عادةً محاولة البطل لحل المشكلة التي بدأتها نقطة التحول الأولى في الفصل الأول، ليجد نفسه في مواقف تزداد سوءًا. يعود جزء من السبب الذي يجعل الأبطال غير قادرين على حل مشاكلهم لأنهم لا يمتلكون بعد المهارات اللازمة للتعامل مع قوى الغرماء التي تواجههم. يجب ألا يتعلموا مهارات جديدة فحسب، بل يجب أن يتوصلوا إلى شعور أعلى بالوعي عن ماهيتهم وبما هم قادرون عليه، من أجل التعامل مع محنتهم، وهذا بدوره يغير من ماهيتهم. يشار إلى هذا باسم تطوير الشخصية أو منحنى الشخصية . كما لا يمكن تحقيق ذلك بمفردهم وعادة ما يتم مساعدتهم وتحريضهم من قبل الموجهين والأبطال المشاركين. 
الفصل الثالث يعرض دقة القصة وحبكاتها الفرعية. الذروة هي المشهد أو التسلسل الذي يتم فيه إحضار التوترات الرئيسية للقصة إلى أكثر نقاطها حدة وإجابة للسؤال الدرامي، تاركًا للبطل والشخصيات الأخرى إحساسًا جديدًا بمن هم حقًا. 

## روابط خارجية
- ما الخطأ في بنية التمثيلات الثلاثة لمخرج WGA السابق جيمس بونيت ، عبر موقع filmmakeriq.com
- ما هو صحيح في بنية الفعل الثلاثة بقلم إيف لافاندير ، مؤلف كتاب «كتابة الدراما وتكوين قصة»